# Leiknir Reykjavík
Leiknir Reykjavík is een IJslandse voetbalclub uit de zuidelijke wijk Breiðholt van de hoofdstad Reykjavík. De club is opgericht op 17 mei 1973 en speelt de thuiswedstrijden in het Leiknisvöllur. De clubkleuren zijn rood-blauw.
In 2014 promoveerde Leiknir voor het eerst in het bestaan naar de Úrvalsdeild, de hoogste klasse. Het degradeerde direct. Ook in 2020 volgde promotie naar de Úrvalsdeild, nu duurde het verblijf twee jaar vooraleer men zakte naar de 1. deild karla.

## Erelijst
- 1. deild karla

2014

## Eindklasseringen
- 2000 6e
2. deild karla
- 2001 8e
2. deild karla
- 2002 9e
2. deild karla
- 2003
3. deild karla
- 2004 3e
2. deild karla
- 2005 1e
2. deild karla
- 2006 9e
1. deild karla
- 2007 6e
1. deild karla
- 2008 7e
1. deild karla
- 2009 7e
1. deild karla
- 2010 3e
1. deild karla
- 2011 10e
1. deild karla
- 2012 10e
1. deild karla
- 2013 7e
1. deild karla
- 2014 1e
1. deild karla
- 2015 11e
Úrvalsdeild
- 2016 7e
1. deild karla
- 2017 5e
1. deild karla
- 2018 7e
1. deild karla
- 2019 3e
1. deild karla
- 2020 2e
1. deild karla
- 2021 8e
Úrvalsdeild
- 2022 12e
Úrvalsdeild
- 2023 5e
1. deild karla
- 2024 8e
1. deild karla

- Úrvalsdeild
- 1. deild karla
- 2. deild karla
- 3. deild karla